# Kim Källström
Kim Mikael Källström, född 24 augusti 1982 i Sandviken, är en svensk före detta fotbollsspelare, central mittfältare.  
Källström hade en 18 år lång karriär på elitnivå med spel i klubbar som BK Häcken och Djurgårdens IF i Sverige samt Stade Rennais FC, Olympique Lyonnais, Spartak Moskva, Arsenal och Grasshoppers utomlands. Han deltog i fem mästerskap med det svenska fotbollslandslaget; fyra europamästerskap och ett världsmästerskap. Totalt blev det 131 landskamper. Han meddelade den 15 december 2017 att han avslutade sin karriär.
Efter karriären har han bland annat varit fotbollsexpert i TV, samt gått Uefas managementutbildning, en särskild utbildning vikt åt tidigare elitspelare.  Sedan december 2023 är han fotbollschef på Svenska Fotbollsförbundet.

## Biografi

### Tidiga år
Källström började att spelade fotboll i Sandvikens IF.  Efter att familjen flyttat till Göteborg spelade han i Partille IF 1990–1996. Som ung spelade Källström även ishockey men valde till slut fotbollen. 

### BK Häcken (1999–2001)
Kim Källström fick 1999 chansen att som 16-åring spela med BK Häcken i Division 1 (efter att ha varit del av juniorlaget i tre års tid) och tog den direkt samtidigt som BK Häcken gick upp i Allsvenskan. Hans debut i allsvenskan kom 2000 med en match mot IFK Göteborg, som Häcken till slut förlorade 1–3 trots att Källström gjorde mål redan efter en minut. Han blev utsedd till Årets nykomling år 2000 efter sin första allsvenska säsong med BK Häcken. Han spelade även för klubben under säsongen 2001 då BK Häcken åkte ur allsvenskan.

### Djurgårdens IF (2002–2003)
Inför säsongen 2002 skrev han på för Djurgårdens IF, med vilka han redan under sin första säsong vann både SM-guld och cupguld. I december 2002 blev Källström av Stockholms kommun utsedd till Månadens stockholmare.
2003 vann Källström och Djurgården andra SM-guldet i rad.

### Rennes (2003–2006)
Efter guldsäsongen blev Källström utlandsproffs i franska Stade Rennais, efter att ha skrivit på officiellt för klubben den 12 december 2003 i en affär där BK Häcken erhöll drygt 16 miljoner kronor och Djurgården 800 000 kronor. 4 januari gjorde han sin debut för Rennes i franska cupen borta mot Angers. Matchen blev mållös och straffar fick avgöra. Källström fick skjuta en straff, som han satte i krysset, och Rennes vann till slut med 5–4. 
Säsongen 2004/2005 blev en av klubbens bästa någonsin vilket gav en plats i Uefacupen 2005/2006. Rennes inledde i första omgången med att slå ut spanska Osasuna med sammanlagt 3–1. Framgångarna stannade vid det följande gruppspelet. Kim Källströms rutin från europacupmatcher växte ytterligare efter Uefacupen 2005 med Rennes, efter att ha spelat Uefacupen 2002/2003 och Champions League-kvalet 2003/2004 med Djurgården.
Säsongen 2005/2006 inleddes med en mardrömsstart efter många förluster och insläppta mål, men senare under säsongen gjorde laget bättre ifrån sig och var ytterst nära att ta en ny Uefacuplats.

### Lyon (2006–2012)

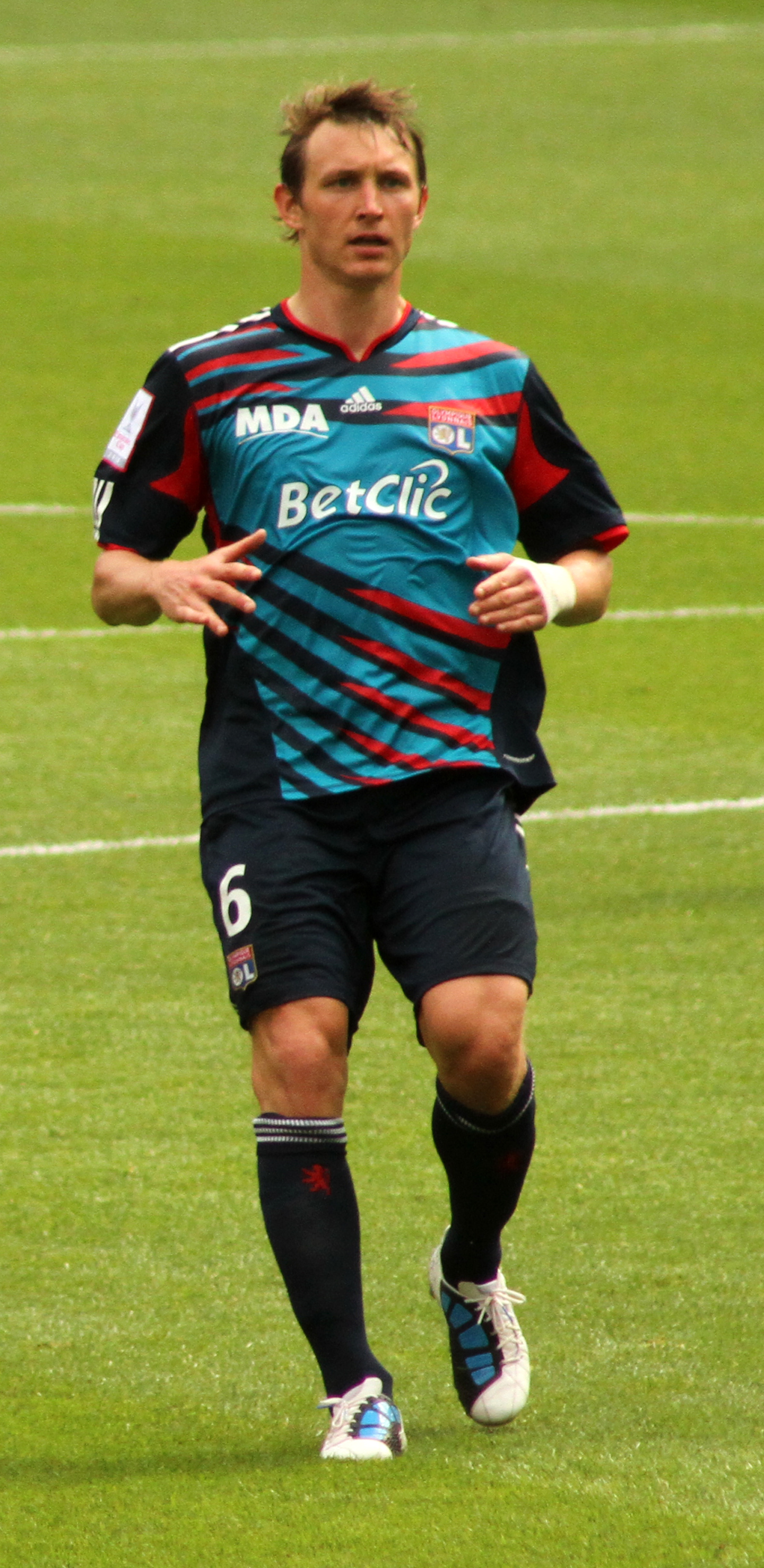
Kim Källström 2010

Så småningom vann han stjärnstatus även i Rennes vilket resulterade i att han 2006 skrev på för det franska storlaget Lyon. Debuten i Lyon blev väldigt lyckad – i den franska Supercupen mot Paris SG, vilken vanns av Lyon efter straffar, var Källström inblandad i Lyons kvitteringsmål. Fem dagar senare gjorde han ligadebut mot FC Nantes, och var även där inblandad i ett mål.
Första Champions League-målet för Källström kom tisdagen den 17 oktober 2006 när hans Lyon gästade Dynamo Kiev. Efter att brassen Juninho gett Lyon ledningen utökade Källström ledningen till 2–0 efter att ha tagit emot en långt slagen passning, fintat bort två försvarare och stormat in i straffområdet och tryckt in ett markskott. Ett världsklassmål, enligt Bosse Peterson, expert på Viasat. Bara fem dagar senare kom första ligamålet i Lyon – i bortamatchen mot Marseille gjorde han 4–1-målet, efter att ha blivit serverad en målvaktsretur i 87:e minuten, och utsågs av L'Équipe till en av matchens bästa spelare.
I Champions League säsongen 2006/07 nådde Lyon åttondelsfinal där AS Roma vann dubbelmötet med 2–0. Källström fick dock jubla under våren då hans klubb vann ytterligare ett ligaguld. Under juli 2007 vann Lyon en liten klubbturnering (Peace Cup) där Källström avgjorde finalen med matchens enda mål i slutminuterna.
Säsongen 2007/08 inleddes med att spanska toppklubben Valencia ryktades försökte köpa loss Källström från Lyon, som ville behålla honom trots att man skulle ha blivit erbjuden 13 miljoner euro. Källström blev, ryktena till trots, kvar i Lyon.
I den andra omgången av den franska ligan fick Källström rött kort efter att ha spottat mot fjärdedomaren, vilket resulterade i en avstängning på en match. I Champions League nådde Kim Källströms lag åter åttondelsfinal, precis som säsongen innan, men slogs ut igen. Källström gjorde Lyons sista ligamål i den sista omgången av ligan där laget bortaslog Auxerre med 3–1 och därmed försvarade ligaguldet. Källström spelade 6 säsonger, 171 matcher, gjorde 17 mål, vann 2 Ligue 1-titlar och två Coupe de France-titlar med Lyon. 

### Spartak Moskva (2012–2015)
Efter sex säsonger i Olympique Lyon skrev Källström på för Spartak Moskva i juli 2012. Efter en och en halv säsong i Spartak Moskva med ont om speltid hösten 2013 blev han utlånad till Premier League-klubben Arsenal.

### Arsenal (2014)
I januari 2014 befann sig Kim Källström på träningsläger med Spartak Moskva i Abu Dhabi.
Källströms agent ringde och sa att han kunde lånas ut till Arsenal under våren. Då gick det fort. Timmar innan transferfönstret stängde skrev han på för klubben. Dagen efter kom beskedet: Källström hade drabbats av en ryggskada. I texten som publicerades på Arsenals hemsida berättade han vad som egentligen hände:
”Många tror att de vet vad som hände med den här skadan men låt mig förklara ordentligt. Vi tränade på stranden – det här är så pinsamt – och det var ett riktigt träningspass, inte bara på skoj. Jag säger att det var en strand men det var mer som asfalt. Vi spelade en match där och jag landade dåligt på en liten sten. Jag slog i ryggen och hade lite ont", skrev han och fortsätte:
"Då var planen att åka tillbaka till Moskva dagen efter, så ingen läkare kollade eftersom det inte var så illa just då. Vi informerade Arsenal direkt om att jag hade problem med ryggen och att jag inte visste vad det var för något, men de sa åt mig att komma oavsett. Det var de sista minuterna på transferfönstret så antingen fick de värva mig med en dålig rygg eller ingen alls eftersom det inte fanns någon tid kvar. Det var därför de chansade och i slutändan gick det ganska bra”.
Källström debuterade först den 25 mars 2014 som inhoppare i en Premier League-match mot Swansea City. I Premier League blev det totalt en match från start och två inhopp. De två övriga matcherna var mot West Ham United och West Bromwich Albion. 
Största avtrycket under månaderna i England var dock att han sköt klubben till FA-cupfinal då han satte sin straff i straffläggningen mot Wigan Athletic i semifinalen. 
I finalen mot Hull City var Källström inte med i truppen, och fick därmed se sitt lag från läktarplats. Arsenal vann finalen och tog klubbens elfte cuptitel.

### Grasshoppers (2015–2017)
I juni 2015 skrev Källström på för ett treårigt kontrakt med Zürich-baserade Grasshoppers. Den 31 januari 2017 meddelade Grasshoppers att man tillsammans med Källström kommit överens om att bryta kontraktet med omedelbar verkan.
Källström har i intervju förklarat uppbrottet med att han inte uppfattade att klubbens satsning blev den som utlovats, spelare såldes och laget slogs om fjärdeplatsen i den schweiziska superligan. Han kämpade med motivationen och bad om att få avbryta kontraktet och lämna sin plats som lagledare för att åka tillbaka till Sverige. Genom Andreas Isaksson hade Källström kontakt med Bosse Andersson som erbjöd honom att komma tillbaka till Djurgårdens IF. Ytterligare ett skäl till att valet föll på Sverige, var att Källströms fru där kunde bygga på sin karriär och utbilda sig till läkare.

### Djurgårdens IF (2017)
Den 10 februari 2017 skrev Källström på för Djurgården, ett kontrakt som skulle sträcka sig över två år. Efter första säsongen, 35 år gammal den 15 december 2017, meddelade Källström på en direktsänd presskonferens att han avslutade sin karriär som fotbollsspelare.
Källström förklarade avslutet med att han, även om det fortfarande var kul att spela match, inte var motiverad att lägga ner jobbet som krävdes. Att lämna i förtid medan det gick bra såg han som ett respektfullt avslut. Han fortsätter som expertkommentator i TV och prioriterar tid med familjen.

## Landslagskarriär

### Ungdomslandslag
1997 tog han plats i ungdomslandslaget U16 och fortsatte att spela till U21.
I november 2003 togs Kim Källström ut till det svenska U21-landslagets playoff-möte med Spaniens U21-lag, med bland annat Víctor Valdés i laget, där vinnaren skulle ta plats i 2004 års U21-EM-slutspel. Kim Källström gjorde ett av Sveriges mål vilket var starkt bidragande till Sveriges seger i dubbelmötet. Detta blev Källströms avslut i U21-landslaget.

### Seniorlandslag
Den 1 februari 2001 debuterade Källström i svenska landslaget i en match mot Finland, inomhus, i Jönköping (förlust 0–1). Den 7 september 2002 spelade han sin första tävlingslandskamp under EM-kvalmatchen borta mot Lettland (0–0).
Under 2003 fick han mer förtroende i landslaget. I EM-kvalmatchen mot San Marino den 6 september 2003 gjorde Källström sitt första landslagsmål när han slog in 4–0 på straff. Det var sedan en märklig situation som utspelades i 83:e minuten på Nya Ullevi. Zlatan Ibrahimovic fälldes, domaren blåste straff och Kim Källström, som var utsedd till straffskytt, gick för att hämta bollen. Ibrahimovic ville inte släppa den. Källström tycktes besviken och gjorde en uppgiven gest mot förbundskaptenerna på bänken. Ibrahimovic sköt bollen i mål, ett mål som betydde 5-0. Ingen av lagkamraterna sprang fram för att gratulera. Kort sagt; Ibrahimovic stal straffen och hans lagkamrater svarade med en kollektiv gratulationsprotest.
Källström var med i EM 2004. Han kom in som avbytare i samtliga av Sveriges matcher utom en, mot Danmark, då han startade. I matchen före, mot Italien slog Källström hörnan där Ibrahimovic klackade in målet. Sverige åkte sedan ut mot Nederländerna efter straffar. Källström slog sin straff i mål.
I VM 2006 kom Källström först in som avbytare i den inledande matchen mot Trinidad och Tobago, men startade sedan i de andra tre matcherna.
I EM 2008 blev det bara två inhopp som avbytare i de båda förlustmatcherna mot Spanien och Ryssland. Han petades överraskande i samtliga tre gruppspelsmatcher till förmån för Daniel Andersson. Källström beskev mästerskapet som den tyngsta, enskilda händelsen i hela hans fotbollskarriär.
I slutet av augusti 2011 såg Källström till att leda landslaget till första segern i en vänskapslandskamp på cirka två år genom att göra matchens enda mål i mötet med USA på Ullevi. Han gjorde ett viktigt frisparksmål mot Nederländerna den 11 oktober 2011 på Råsunda när Sverige vann och kvalificerade sig för EM 2012.
I EM 2012 startade Källström i alla tre gruppspelsmatcherna.
28 maj 2016 meddelade Källström att han skulle sluta att spela i landslaget efter Europamästerskapet. I EM 2016 startade Källström i alla tre gruppspelsmatcherna. Förlusten mot Belgien 22 juni 2016 blev hans sista 131:a landskamp.

## Familj, andra aktiviteter
Kim Källström är son till Mikael och Ann Källström och uppvuxen till stor del i Partille. Han är sedan 2008 gift med Erica, född Enblom, som han har varit ihop med sedan tonåren. De har två barn.
Pappan Mikael Källström har spelat i Allsvenskan med Gefle IF och BK Häcken. Kim Källström är kusin till landslagsspelaren i bandy Johan Östblom.
Kim Källström deltog i Mästarnas Mästare 2020 och nådde finalprogrammet, där han blev fyra.
Under fotbolls-EM 2021 var Kim expert på plats i Cmore/TV4 studio.

## Statistik

### Klubb[39]
| Klubb                   | Säsong         | Liga                    | Liga    | Liga | Liga   | Liga  | Nationell cup | Nationell cup | Ligacup | Ligacup | Europaspel | Europaspel | Totalt  | Totalt |
| Klubb                   | Säsong         | Division                | Matcher | Mål  | Assist | Poäng | Matcher       | Mål           | Matcher | Mål     | Matcher    | Mål        | Matcher | Mål    |
| ----------------------- | -------------- | ----------------------- | ------- | ---- | ------ | ----- | ------------- | ------------- | ------- | ------- | ---------- | ---------- | ------- | ------ |
| BK Häcken               | 1999           | Division 1 Södra        | 22      | 4    | ?      | 4     | 2             | 1             | -       | -       | -          | -          | 24      | 5      |
| BK Häcken               | 2000           | Allsvenskan             | 23      | 2    | ?      | 2     | 3             | 1             | -       | -       | -          | -          | 26      | 3      |
| BK Häcken               | 2001           | Allsvenskan             | 24      | 8    | 7      | 15    | 1             | 0             | -       | -       | -          | -          | 25      | 8      |
| BK Häcken               | Totalt         | Totalt                  | 69      | 14   | 7      | 21    | 6             | 2             | 0       | 0       | 0          | 0          | 75      | 16     |
| Djurgårdens IF          | 2002           | Allsvenskan             | 24      | 12   | 3      | 15    | 6             | 3             | -       | -       | 6          | 1          | 36      | 16     |
| Djurgårdens IF          | 2003           | Allsvenskan             | 24      | 14   | 9      | 23    | 3             | 1             | -       | -       | 2          | 0          | 29      | 15     |
| Djurgårdens IF          | Totalt         | Totalt                  | 48      | 26   | 12     | 38    | 9             | 4             | 0       | 0       | 8          | 1          | 65      | 31     |
| Stade Rennais FC        | 2003–04        | Ligue 1                 | 18      | 7    | 2      | 9     | 3             | 0             | 0       | 0       | -          | -          | 21      | 7      |
| Stade Rennais FC        | 2004–05        | Ligue 1                 | 31      | 5    | 6      | 11    | 1             | 0             | 1       | 1       | -          | -          | 33      | 6      |
| Stade Rennais FC        | 2005–06        | Ligue 1                 | 34      | 8    | 7      | 15    | 5             | 1             | 0       | 0       | 4          | 0          | 43      | 9      |
| Stade Rennais FC        | Totalt         | Totalt                  | 83      | 20   | 15     | 35    | 9             | 1             | 1       | 1       | 4          | 0          | 97      | 22     |
| Olympique Lyonnais      | 2006–07        | Ligue 1                 | 33      | 3    | 4      | 7     | 3             | 0             | 4       | 0       | 6          | 1          | 46      | 4      |
| Olympique Lyonnais      | 2007–08        | Ligue 1                 | 37      | 5    | 3      | 8     | 6             | 0             | 2       | 0       | 8          | 1          | 53      | 6      |
| Olympique Lyonnais      | 2008–09        | Ligue 1                 | 32      | 2    | 6      | 8     | 2             | 0             | 1       | 0       | 6          | 0          | 41      | 2      |
| Olympique Lyonnais      | 2009–10        | Ligue 1                 | 32      | 4    | 5      | 9     | 2             | 0             | 0       | 0       | 13         | 1          | 47      | 5      |
| Olympique Lyonnais      | 2010–11        | Ligue 1                 | 33      | 3    | 5      | 8     | 2             | 0             | 1       | 0       | 6          | 0          | 40      | 3      |
| Olympique Lyonnais      | 2011–12        | Ligue 1                 | 32      | 0    | 7      | 7     | 6             | 1             | 4       | 1       | 9          | 0          | 51      | 2      |
| Olympique Lyonnais      | Totalt         | Totalt                  | 199     | 17   | 30     | 47    | 21            | 1             | 12      | 1       | 48         | 3          | 283     | 22     |
| Spartak Moskva          | 2012–13        | Ryska Premier League    | 20      | 2    | 2      | 4     | 1             | 0             | -       | -       | 6          | 0          | 27      | 2      |
| Spartak Moskva          | 2013–14        | Ryska Premier League    | 10      | 1    | 1      | 2     | 1             | 0             | -       | -       | 1          | 0          | 12      | 1      |
| Spartak Moskva          | 2014–15        | Ryska Premier League    | 28      | 2    | 3      | 5     | 0             | 0             | -       | -       | 0          | 0          | 28      | 2      |
| Spartak Moskva          | Totalt         | Totalt                  | 58      | 5    | 6      | 11    | 2             | 0             | 0       | 0       | 7          | 0          | 67      | 5      |
| Arsenal FC (på lån)     | 2014           | Premier League          | 3       | 0    | 0      | 0     | 1             | 0             | -       | -       | 0          | 0          | 4       | 0      |
| Arsenal FC (på lån)     | Totalt         | Totalt                  | 3       | 0    | 0      | 0     | 1             | 0             | 0       | 0       | 0          | 0          | 4       | 0      |
| Grasshopper Club Zürich | 2015-16        | Raiffeisen Super League | 33      | 1    | 11     | 12    | 2             | 0             | -       | -       | -          | -          | 35      | 1      |
| Grasshopper Club Zürich | 2016–17        | Raiffeisen Super League | 16      | 0    | 4      | 4     | 1             | 0             | -       | -       | 4          | 0          | 21      | 0      |
| Grasshopper Club Zürich | Totalt         | Totalt                  | 49      | 1    | 15     | 16    | 3             | 0             | 0       | 0       | 4          | 0          | 56      | 1      |
| Djurgårdens IF          | 2017           | Allsvenskan             | 28      | 3    | 7      | 10    | 3             | 0             | -       | -       | -          | -          | 31      | 3      |
| Djurgårdens IF          | Totalt         | Totalt                  | 28      | 3    | 7      | 10    | 3             | 0             | 0       | 0       | 0          | 0          | 31      | 3      |
| Hela karriären          | Hela karriären | Hela karriären          | 537     | 86   | 92     | 178   | 46            | 8             | 13      | 2       | 71         | 3          | 678     | 100    |

### Landslag
| År     | Matcher | Mål | Assist | Poäng | Källa  |
| ------ | ------- | --- | ------ | ----- | ------ |
| 2001   | 2       | 0   | 0      | 0     |        |
| 2002   | 5       | 0   | 1      | 1     |        |
| 2003   | 7       | 1   | 0      | 1     |        |
| 2004   | 10      | 1   | 3      | 4     |        |
| 2005   | 7       | 2   | 1      | 3     |        |
| 2006   | 12      | 2   | 0      | 2     |        |
| 2007   | 9       | 2   | 1      | 3     |        |
| 2008   | 10      | 3   | 0      | 3     |        |
| 2009   | 9       | 2   | 2      | 4     |        |
| 2010   | 7       | 0   | 5      | 5     |        |
| 2011   | 11      | 3   | 5      | 8     | [ 40 ] |
| 2012   | 9       | 0   | 3      | 3     | [ 41 ] |
| 2013   | 10      | 0   | 4      | 4     |        |
| 2014   | 8       | 0   | 0      | 0     |        |
| 2015   | 9       | 0   | 2      | 2     |        |
| 2016   | 6       | 0   | 0      | 0     |        |
| Totalt | 131     | 16  | 27     | 43    | [ 35 ] |

#### Landslagsmål
| Landskampsmål för Sverige | Landskampsmål för Sverige | Landskampsmål för Sverige          | Landskampsmål för Sverige | Landskampsmål för Sverige | Landskampsmål för Sverige | Landskampsmål för Sverige | Landskampsmål för Sverige | Landskampsmål för Sverige |
| Nr                        | Datum                     | Spelplats                          | Hemmalag                  | Resultat                  | Bortalag                  | Mål                       | Evenemang                 |                           |
| ------------------------- | ------------------------- | ---------------------------------- | ------------------------- | ------------------------- | ------------------------- | ------------------------- | ------------------------- | ------------------------- |
| 1                         | 2003-09-06                | Ullevi, Göteborg                   | Sverige                   | 5 – 0                     | San Marino                | 4–0                       | Kval till EM 2004         |                           |
| 2                         | 2004-04-28                | Estádio Cidade de Coimbra, Coimbra | Portugal                  | 2 – 2                     | Sverige                   | 0–1                       | Träningsmatch             |                           |
| 3                         | 2005-06-08                | Råsunda fotbollsstadion, Stockholm | Sverige                   | 2 – 3                     | Norge                     | 1–0                       | Träningsmatch             |                           |
| 4                         | 2005-10-12                | Råsunda fotbollsstadion, Stockholm | Sverige                   | 3 – 1                     | Island                    | 3–1                       | Kval till VM 2006         |                           |
| 5                         | 2006-09-02                | Skontostadion, Riga                | Lettland                  | 0 – 1                     | Sverige                   | 0–1                       | Kval till EM 2008         |                           |
| 6                         | 2006-10-11                | Laugardalsvöllur, Reykjavik        | Island                    | 1 – 2                     | Sverige                   | 1–1                       | Kval till EM 2008         |                           |
| 7                         | 2007-08-22                | Ullevi, Göteborg                   | Sverige                   | 1 – 0                     | USA                       | 1–0                       | Träningsmatch             |                           |
| 8                         | 2007-11-21                | Råsunda fotbollsstadion, Stockholm | Sverige                   | 2 – 1                     | Lettland                  | 2–1                       | Kval till EM 2008         |                           |
| 9                         | 2008-08-20                | Ullevi, Göteborg                   | Sverige                   | 2 – 3                     | Frankrike                 | 2–3                       | Träningsmatch             |                           |
| 10                        | 2008-09-10                | Råsunda fotbollsstadion, Stockholm | Sverige                   | 2 – 1                     | Ungern                    | 1–0                       | Kval till VM 2010         |                           |
| 11                        | 2008-11-19                | Amsterdam Arena, Amsterdam         | Nederländerna             | 3 – 1                     | Sverige                   | 2–1                       | Träningsmatch             |                           |
| 12                        | 2009-02-11                | UPC-Arena, Graz                    | Österrike                 | 0 – 2                     | Sverige                   | 0–2                       | Träningsmatch             |                           |
| 13                        | 2009-06-10                | Ullevi, Göteborg                   | Sverige                   | 4 – 0                     | Malta                     | 1–0                       | Kval till VM 2010         |                           |
| 14                        | 2011-06-07                | Råsunda fotbollsstadion, Stockholm | Sverige                   | 5 – 0                     | Finland                   | 1–0                       | Kval till EM 2012         |                           |
| 15                        | 2011-09-06                | Stadio Olimpico, San Marino        | San Marino                | 0 – 5                     | Sverige                   | 0–1                       | Kval till EM 2012         |                           |
| 16                        | 2011-10-11                | Råsunda fotbollsstadion, Stockholm | Sverige                   | 3 – 2                     | Nederländerna             | 1–0                       | Kval till EM 2012         |                           |

## Meriter

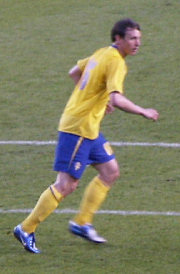
Kim Källström i Sveriges landslag

### Klubblag
- Vinnare av Fotbollsallsvenskan 2002 och 2003.
- Vinnare av Svenska cupen 2002.
- Vinnare av Ligue 1 2006, 2007 och 2008.
- Vinnare av Trophée des Champions 2006 och 2007.
- Vinnare av Coupe de France 2008 och 2012
- Vinnare av FA-cupen 2013/2014 (med Arsenal).
- Årets mittfältare 2009 och 2012.[42]

### Sverige
- EM i fotboll: 2004 (Kvartsfinal)
- VM i fotboll: 2006 (Åttondelsfinal)
- EM i fotboll: 2008 (Gruppspel)
- EM i fotboll: 2012 (Gruppspel)
- EM i fotboll: 2016 (Gruppspel)

### Utmärkelser
- Årets nykomling vid Svenska Fotbollsgalan 2000.[43]
- Årets Järnkamin 2002 av Djurgårdens supporterförening Järnkaminerna.
- Årets mittfältare vid Svenska Fotbollsgalan 2009, 2011 och 2012.
- Årets mål vid Svenska Fotbollsgalan 2011 (för målet i EM-kvalmatchen Sverige-Nederländerna).